# Rhinella lindae
Espèce
Synonymes
- Rhamphophryne lindae Rivero & Castaño, 1990

Statut de conservation UICN

 EN  : En danger
Rhinella lindae est une espèce d'amphibiens de la famille des Bufonidae.

## Répartition
Cette espèce est endémique du département d'Antioquia en Colombie. Elle se rencontre dans la municipalité de Frontino entre 1 600 et 1 800 m d'altitude sur le versant Ouest de la Cordillère Occidentale.

## Étymologie
Cette espèce est nommée en l'honneur de Linda Trueb.

## Publication originale
- Rivero & Castaño, 1990 : A New and Peculiar Species of Rhamphophryne (Amphibia: Bufonidae) from Antioquia, Colombia. Journal of Herpetology, vol. 24, no 1, p. 1-5.